# Patricia McKenna
Patricia McKenna (ur. 13 marca 1957 w Monaghan) – irlandzka polityk, posłanka do Parlamentu Europejskiego w latach 1994–2004 (IV i V kadencji).

## Życiorys
Absolwentka Letterkenny Institute of Technology. Pracowała jako nauczycielka. Od połowy lat 80. była działaczką Partii Zielonych. Pierwszy raz kandydowała bezskutecznie w 1992 do Dáil Éireann. W wyborach europejskich w 1994 została wybrana do Parlamentu Europejskiego jako pierwsza (obok Nuali Ahern) kandydatka tego ugrupowania. Uzyskała reelekcję w 1999. W PE należała do grupy zielonych (od 1994 do 1997 jako jej wiceprzewodnicząca), pracowała głównie w Komisji Ochrony Środowiska, Zdrowia i Ochrony Konsumentów oraz Komisji Rybołówstwa.
Kandydowała również bez powodzenia w wyborach europejskich w 2004 z ramienia Zielonych i w 2009 jako kandydatka niezależna, a także w wyborach krajowych w 2007. Została przewodniczącą europejskiej partii politycznej EUDemocrats.
Patricia McKenna sprzeciwiała się w 2007 wejściu Zielonych w koalicję rządową z Fianna Fáil i Progresywnymi Demokratami. Po ustąpieniu Trevora Sargenta w lipcu tego samego roku kandydowała na stanowisko przewodniczącej Zielonych, przegrała jednak z Johnem Gormleyem. W maju 2009 wystąpiła z partii, stwierdzając, że jej członkowie to „hipokryci” i że „wstydziłaby się kandydować z ich listy”. Powiedziała również, że jest „uzależniona od bycia w opozycji”. W irlandzkiej Partii Zielonych reprezentowała skrzydło eurosceptyczne. W referendach w 2008 i 2009 w sprawie traktatu lizbońskiego prowadziła kampanię na rzecz jego odrzucenia w ramach organizacji People's Movement. Deklarowała się również jako przeciwniczka patentów na oprogramowanie.